# Anolis gorgonae
El llangardaix blau de Gorgona (Anolis gorgonae) és una espècie de sauròpsid (rèptil) escatós de la família Dactyloidae endèmic de l'Illa Gorgona, a Colòmbia. Com el seu nom indica és de color blau-grisós. Viu a l'interior de la selva de Gorgona i sol romandre en els troncs dels arbres.